# カツ玉ドン!
カツ玉ドン!（かつたまどん）は、パチンコ・パチスロ情報ミニ番組。　兵庫サンテレビジョンにて、通常毎週木曜日深夜24:34～24:39放送。
松竹芸能のお笑いコンビ・DA-DAがコントを織り交ぜながらパチンコ・パチスロを紹介する番組。DA-DA唯一のメインレギュラー番組。たまに松竹芸能所属の他のコンビも出演する。
大阪で4店舗ホール経営をしているプレミアグループの広報番組的意味合いが色濃い。
番組は視聴者から（？）のパチンコ・パチスロの素朴な疑問・質問に、春名和昭（番組内では「春名先生」となっている）が返答するという形式から始まる。
　そしてその答えを探す為、相方の植村茂浩とプレミアグループのパチンコ・パチスロホールに行き（別々のホールに行く場合もある）、実際に色々なパチンコ・パチスロ機種を遊技しながら機種説明などを行ったり、特定の演出を披露したりする。
また前人気が高かったスロット、サミー社の「アラジン2エボリューション」の展示会が催された際には、DA-DAも東京の会場まで出向き、ホール導入前の貴重な情報を紹介していた。
番組内に登場する前田さん（番組内では店長となっているが、おそらく4店舗の総合マネージャー）が、回を重ねるごとにだんだんＴＶ馴れしてきて、最近では踊りを披露したりしている。
「謎のナンバー3」という翌日のオススメ台のヒントを教えてくれるコーナーでは、意味無く水着のお姉さんを起用し、お色気路線を展開している。